# مرد چندگانه
مرد چندگانه (به انگلیسی: Multiple Man) با نام اصلی جیمز «جِیمی» آرتور مَدریکس، یک شخصیت خیالی در کتاب‌های کامیک منتشر شده توسط مارول کامیکس است. شخصیت جیمی مدراکس توسط لن وین و کریس کلیرمونت نویسنده و جان بوشما طراح خلق شده است که برای اولین بار در شمارهٔ ۴ جاینت سایز فَنتستیک فور در فوریه ۱۹۷۵ حضور پیدا کرد.
مرد چندگانه عضو یکی از زیرشاخه‌های بشریت با نام جهش‌یافته‌ها به شمار می‌رود که با توانایی‌های ابرانسانی به دنیا آمده است. او قادر به تکثیر فیزیکی به صورت یکسان از خودش در کسری از ثانیه می‌باشد. هنوز به طور دقیق مشخص نیست که او حداکثر قادر به چه تعداد تکثیر است، اما بیشترین تعداد مشاهده شده بیست عدد است. هر یک از کپی‌ها دارای تفکر، احساس و عملکردی مستقل است، اگرچه همه آن‌ها به صورت دورآگاهی از شکل‌گیری اولیه تا جذب دوباره با یکدیگر ارتباط دارند. هر یک از نسخه‌های ایجاد شده، دارای توانایی نسخه اصلی خود هستند و همچنین آن‌ها نیز با اراده خود قابلیت تکثیر دوباره دارند. این نسخه‌ها تا زمانی که مدریکس اراده کند وجود خواهند داشت.
اریک دین نقش مرد چندگانه را در فیلم مردان ایکس: آخرین ایستادگی (۲۰۰۶) ایفا کرده است.